# Otão II de Baden-Hachberg
Otão II de Baden-Hachberg (em alemão:  Otto II. von Baden-Hachberg; † 1418), foi um nobre alemão, pertencente à Casa de Zähringen, e que foi Marquês de Baden-Hachberg e senhor de Höhingen de 1410 até 1415.

## Biografia
Otão II era filho de Hesso de Baden-Hachberg e de Inês de Geroldseck. De acordo com as fontes disponíveis, Otão não contraiu aliança matrimonial nem teve qualquer descendência. Após a morte do seu tio João de Baden-Hachberg em 1409, da morte do pai, Hesso, no ano seguinte, e da morte prematura dos seus dois irmãos mais velhos, Otão II sucede sozinho ao pai, em 1410, como marquês de Baden-Hachberg.
Fortemente endividado e sem herdeiros, Otão II procura um comprador para os seus domínios. Inicialmente aborda o seu primo Rodolfo III, pertencente à linha colateral de Baden-Sausenberg que, como ele, descende de Henrique I de Baden-Hachberg, o filho mais novo de Hermano IV de Baden.
Mas acaba por ser o seu primo mais distante, Bernardo I de Baden-Baden, da linhagem principal da Casa de Baden, que adquire a Marca de Baden-Hachberg a 25 de julho de 1415 pelo montante de 80.000 florins renanos. Apesar dessa transação, Otão II continua a usar, até à sua morte em 1418, o título de « marquês de Hachberg » e conserva o castelo de Höhingen que permanece como sua residência.
O ramo de Baden-Hachberg desaparece com ele e os territórios são incorporados em Baden-Baden.